# Globální hodnotící zpráva o biologické rozmanitosti a ekosystémových službách
Globální hodnotící zpráva o biologické rozmanitosti a ekosystémových službách (Hodnotící zpráva IPBES, Hodnotící zpráva o biodiverzitě) je dokument vydaný roku 2019 Mezivládní vědecko-politickou platformou pro biologickou rozmanitost a ekosystémové služby (IPBES). Jedná se o dosud nejrozsáhlejší a nejkomplexnější vědecké hodnocení stavu současných světových ekosystémů jaké kdy bylo publikováno. Součástí zprávy je také šedesáti-stránkové shrnutí pro tvůrce politik, které stručně popisuje nejpalčivější ekologické problémy, shrnuje jejich příčiny a navrhuje opatření, která je třeba provést. Závěry zprávy jsou alarmující. Autoři varují, že budou-li současné trendy i nadále pokračovat, v nadcházejících desetiletích dojde nevyhnutelně k masovému vymírání druhů a ke zhroucení světových ekosystémů s nepředvídatelnými důsledky pro lidskou civilizaci. Aby lidstvo nejhorším scénářům předešlo, musí podle autorů zprávy provést rozsáhlou socio-ekonomickou transformaci celé společnosti. Zmiňovaná zpráva slouží jako podklad pro celou řadu mezinárodních dohod, strategií a koncepčních materiálů.   

## Pozadí vzniku zprávy
Globální hodnotící zpráva vznikla na podnět rozhodnutí 4. plenárního zasedání IPBES v malajském Kuala Lumpur v roce 2016. Schválena byla na 7. plenárním zasedání IPBES v Paříži roku 2019. 
Zprávu sestavilo na 150 vybraných odborníků ze všech světových regionů s podporou 350 přispívajících autorů. Informace v ní pocházejí z více než 15 000 vědeckých publikací, ale také z tradičních a místních znalostí domorodého obyvatelstva.

## Obsah zprávy

### Demografický a ekonomický tlak
Hodnotící zpráva upozorňuje na to, že příroda na celém světě je pod stále silnějším tlakem rostoucí světové populace a rozvíjející se ekonomiky. Za posledních 50 let se světová populace zdvojnásobila, světová ekonomika zečtyřnásobila a světový obchod zdesetinásobil. Produkce zemědělských plodin se zvýšila třikrát, těžba dřeva vzrostla o 45% a výrazně se zvětšila rovněž výroba bioenergie, těžba materiálů a rybolov.
Výsledkem je, že lidskou činností je dnes výrazně pozměněno 75% všeho suchozemského povrchu. Jen za období 2010 až 2015 bylo pokáceno 32 milionů hektarů původních a obnovujících se lesů. Od průmyslové revoluce bylo ztraceno rovněž 85% plochy mokřadů a vlivem degradace půdy se na celosvětovém suchozemském území snížila biologická produktivita o 23%.
Rovněž 66% plochy oceánů pociťuje kumulující se dopady lidské činnosti. Za posledních 150 let zmizela z korálových útesů polovina živého korálového porostu a toto tempo se ještě zrychluje kvůli rostoucí teplotě vody a okyselování oceánů. Tyto pobřežní mořské ekosystémy patří k těm nejproduktivnějším systémům na celém světě a jejich úbytek a zhoršování jejich stavu snižuje jejich schopnost chránit pobřeží, člověka a živočišné i rostlinné druhy.

### Vymírání
Tento demograficko-ekonomický tlak vede k rozkladu celých ekosystémů a k vymírání celé řady živočichů, rostlin i hub. Od roku 1500 lidé vyhubili 680 druhů obratlovců. Příkladem může být třeba želva sloní pintská na Galapágách, která vyhynula roku 2012.
Tempo vymírání je dnes 10krát až 100krát rychlejší než průměrná rychlost vymírání za posledních 10 milionů let (v závislosti na metodice výpočtu) a stále se zrychluje.
Budou-li současné trendy i nadále pokračovat, vyhyne během několika desetiletí 1 milion z celkem 8 milionů druhů rostlin a živočichů a ani zde se vymírání nezastaví. Musíme si rovněž uvědomit, že zhruba 3/4 všech druhů tvoří zástupci hmyzu. A zatímco u hmyzu je ohroženo vyhynutím zhruba 10% druhů, u ostatních skupin je tento podíl ještě větší, a to v průměru 25%. Ohroženo vyhynutím je však také 40% obojživelníků, třetina korálů tvořících útesy, třetina žraloků a druhů příbuzných žralokům a více než třetina mořských savců.
Vymírání se týká dokonce i hospodářských zvířat, neboť do roku 2016 vymřelo asi 9% plemen domestikovaných zvířat (559 z 6190). V důsledku toho klesá odolnost hospodářských zvířat vůči patogenům a změnám klimatu, čímž se zhoršuje i potravinová bezpečnost.

### Důsledky vymírání
Zpráva věnuje poměrně velkou pozornost přínosům, které nám divoká příroda poskytuje. Uvádí například, že 75% zemědělských plodin včetně ovoce, zeleniny, ale třeba i kávy, kakaa a mandlí závisí živočišném opylení, avšak počet i rozmanitost opylovačů klesá. Dále se dozvídáme, že zhruba 70% léčiv na rakovinu jsou přírodní látky nebo jsou přírodními látkami inspirované.
Ve světě žijí zhruba dvě miliardy lidí, kteří jsou závislí na dřevu z okolních lesů, jakožto na jediném palivu. Čtyři miliardy lidí zase využívá pouze přírodní léčiva, neboť jiná pro ně nejsou dostupná. Ochrana přírody tak dává smysl i z ryze ekonomického hlediska.
Kromě ekonomických aspektů je však divoká příroda pro člověka zdrojem nesmírného množství informací, znalostí, ale i inspirací a zážitků. Příroda je pro člověka neobyčejně cenná i z hlediska kultury a utváření identity.
Zásadní však je, že příroda prostřednictvím svých ekologických procesů udržuje kvalitu vody, půdy a ovzduší, reguluje klima, zajišťuje opylení a ochranu proti škůdcům. Např. zhruba 60% antropogenních emisí je pohlcováno mořskými a suchozemskými ekosystémy.
Světové ekosystémy jsou přitom natolik komplikované a neprozkoumané, že nikdo nedokáže s jistotou říci, jaké následky bude jejich kolaps mít. Většina vědců a dalších odborníků však předpokládá, že důsledky budou nepředvídatelné a pro lidstvo dost možná fatální.

### Pět nejdůležitějších příčin vymírání
Zpráva identifikuje pět hlavních příčin masového vymírání, které řadí za sebou v pořadí důležitosti:
1. Změny ve využívání pevninského a mořského území  Nejvýznamnější bezprostřední	příčina vymírání spočívá v ničení přirozeného prostředí	a cenných biotopů a jejich přeměna na ekonomicky využívané	oblasti. Nejčastější formou změny ve využívání území je	rozšiřování zemědělských oblastí především na úkor	tropických pralesů, mokřadů a travnatých porostů. U	sladkovodních ekosystémů se jedná především o regulaci	říčních toků, stavbu přehrad, zdymadel, jezů, ap.  V případě mořských ekosystémů	spočívá změna ve využívání území hlavně v přeměně a	zastavování mořského pobřeží, v rozvoji akvakultury, ap.[1]
2. Přímé využívání organismů  K přímému využívání organismů	patří např. rybolov, který je spolu s lovem měkkýšů, korýšů	a dalších živočichů hlavní příčinou vymírání v mořských	ekosystémech. Průmyslový rybolov probíhá na více než 55%	plochy oceánů a více než 33% rybích populací lze klasifikovat	jako nadměrně využívané.  Přímým využíváním organismů	je však také lov divoké zvěře, pytláctví, sběr planě	rostoucích rostlin a těžba dřeva v přírodních lesích.
3. Změna klimatu  Změna klimatu prohlubuje problémy	spojené se změnou ve využívání území. Klimatické změny	mění podmínky v posledních zachovalých biotopech, které jsou	však příliš malé a izolované na to, aby se organismy v nich	žijící mohly přesunout do oblastí s vhodnějšími podmínkami.	Klimatické změny také zásadní měrou přispívají k odumírání	korálových útesů.[1]
4. Znečištění  I když jsou trendy	znečišťování smíšené, znečišťování vody, půdy i	vzduchu v řadě oblastí nadále roste. Týká se to zejména	znečišťění moří plasty,	které se od roku 1980 zdesetinásobilo a dotýká se	přinejmenším 267 druhů, včetně 86 % mořských želv, 44 %	mořských ptáků a 43 % mořských savců. Skrze potravinové	řetězce to může mít vliv i na člověka.  Emise skleníkových plynů, nezpracovaný městský a venkovský	odpad, znečišťující látky z průmyslové, důlní a zemědělské	činnosti, ropné skvrny a toxický odpad měly a mají velké	negativní dopady na kvalitu půdy, sladké a mořské vody a na	globální atmosféru. Stojí za zmínku, že více než 80 %	odpadních vod na světě se vypouští bez jakéhokoli čištění	zpět do prostředí a každý rok se do světových vod dostane na	300-400 milionů tun těžkých kovů, rozpouštědel, toxických	kalů a dalších odpadů z průmyslových zařízení. Nadměrné	nebo nevhodné používání hnojiv může vést k jejich úniku z	polí do sladké vody a pobřežních ekosystémů, což zapříčinilo	vznik více než 400 hypoxických zón, které již v roce 2008	zasahovaly oblast o ploše větší než 245 000 km².[1]
5. Invaze nepůvodních druhů  Úhrnné záznamy o nepůvodních	druzích vzrostly od roku 1980 o 40 %, což souvisí i s nárůstem	obchodu a s dynamikou a trendy týkajícími se lidské populace.	Téměř 1/5 povrchu Země ohrožuje invaze nepůvodních rostlin a	živočichů, což má dopad na původní druhy, ekosystémové	funkce a přínosy, které příroda poskytuje lidem, i na ekonomiku	a lidské zdraví. Zdá se, že míra zavlékání nových invazních	nepůvodních druhů je vyšší než kdykoli před tím a	neprojevuje žádné známky zpomalování.[1]

### Společenskoekonomická transformace
V textu se dále dočteme, že nebyla splněna většina z ochranářských cílů, které byly přijaty na konferenci OSN v japonské Aiči roku 2010. Zpráva varuje, že bez zásadní akce se těchto cílů nepodaří dosáhnout ani v budoucnu. Nedojde-li ke změně současných trendů, povede to takřka nevyhnutelně k ekologické katastrofě a masovému vymírání, a to již v nejbližších desetiletích.
Máme-li si uchovat vysokou životní úroveň, odstranit chudobu v rozvojových zemích, nadále se ekonomicky rozvíjet a přitom se vyhnout ekologické katastrofě, musíme provést rozsáhlou socio-ekonomickou transformaci celé společnosti. Pro zachování biologické rozmanitosti bude nezbytné rozšířit a zefektivnit síť chráněných území, která budou sloužit jako útočiště všem ohroženým druhům. Zásadní proměnou pak musejí projít především ta hospodářská odvětví, která mají největší dopad na přírodní ekosystémy. Jedná se především o zemědělství, rybářství, lesnictví, energetiku a průmysl s vysokými emisemi skleníkových plynů. Proměnit se také musí legislativa a instituce tak, aby tuto transformaci umožňovaly a podporovaly.

#### Síť chráněných území
Chránit je třeba přednostně ta území, která jsou biologicky nejhodnotnější a dosud nejméně zasažené lidskou činností. Chráněné oblasti by měli mít rovněž dostatečně velkou rozlohu a dohromady by měli reprezentovat všechny typy ekosystémů. Současně je nezbytné, aby nová i stávající chráněná území chránila přírodu opravdu účinně, což znamená především přemoci tlak mocných zájmových skupin a těch subjektů, které mají zájmy na ekonomickém využívání těchto chráněných území.

#### Transformace zemědělství
Více než 1/3 zemského povrchu a téměř 3/4 dostupných zdrojů sladké vody na světě se využívají pro zemědělskou či živočišnou výrobu. Zemědělská výroba je provozována na 12 % veškeré zemské plochy, která není pokryta ledem. Jako pastviny slouží 25 % veškeré půdy, která není pokryta ledem. Přibližně 25 % celosvětových emisí skleníkových plynů je způsobeno mýcením, zemědělskou výrobou a hnojivy, k čemuž ze 75 % přispívají potraviny živočišného původu.
V oblasti zemědělství čeká lidstvo mimořádně náročný úkol. Bude třeba nasytit rostoucí a bohatnoucí světovou populaci a současně zachovat poslední zbytky divoké přírody. Řešení takovéhoto úkolu se neobejde bez zavádění zcela nových a inovativních technologií, nutná však bude také změna spotřebitelského chování.
Úlohou zemědělství již do budoucna nemůže být jen produkce potravin či technických plodin. Součástí a cílem hospodaření musí být také péče o biologickou rozmanitost. Tomu musí odpovídat postupy, skladba plodin, technologie, ale také tvorba a správa krajiny. Správný přístup k hospodaření by měl rovněž přispět jak ke zmírňování klimatické změny tak i k adaptaci na ni.
K dosažení těchto cílů bude třeba lépe využívat nových technologií a vědeckých poznatků, ale také přejímat tradiční znalosti a hospodářské postupy původních obyvatel, které jsou lépe přizpůsobeny místní přírodě.
V textu se mluví také o transformaci dodavatelských řetězců tak, aby došlo k podpoře lokálních výrobců a současně ke změně spotřebitelských návyků.

#### Transformace rybolovu
K průmyslovému rybolovu dochází přinejmenším na 55% plochy oceánů, a to především v severovýchodním Atlantiku, severozápadním Pacifiku a v oblastech u pobřeží Jižní Ameriky a Západní Afriky, kde hlubinné oceánské vody stoupají k povrchu. Stále větší podíl mořských rybích populací podléhá nadměrnému rybolovu (roku 2015 to bylo 33%) a celosvětové úlovky ryb se tak udržují jen díky geograficky se rozšiřujícímu rybolovu a pronikání do hlubších vod. Rybolov je přitom silně koncentrovaný v rukou malého počtu velkých rybářských společností, které navíc často bývají dotovány státem.
Transformace rybářství spočívá především ve vytvoření dostatečně rozsáhlé sítě chráněných oblastí, které budou před rybolovem zcela nebo zčásti chráněny. Samotný rybolov pak musí být řízen tak, aby se populace ryb i jiných živočichů mohly bez problémů obnovovat. K tomu bude především nezbytná úzká mezinárodní spolupráce.

#### Transformace lesnictví
Zatímco ve vyspělých zemích tvoří většinu lesů uměle vysázené hospodářské lesy s menší ekologickou hodnotou, rozvojové země mají na svém území často nesmírně cenné původní pralesy. A zatímco ve vyspělých zemích rozloha lesů roste a těžba dřeva v mnoha případech klesá, v rozvojových zemích je tomu naopak.
Mezi léty 1990 až 2015 vedlo mýcení a těžba dřeva k vykácení 290 milionů hektarů původního lesního porostu, zatímco rozloha uměle vysázených hospodářských lesů se za stejnou dobu rozrostla o 110 milionů hektarů. Velkým problémem je rovněž nezákonné kácení, které tvoří 10 – 15% celosvětových dodávek dřeva.
Podobně jako v případě zemědělství a rybolovu, i v případě lesnictví spočívá řešení ve vytvoření chráněných území, v nichž se dřevo nebude těžit vůbec, nebo jen šetrným způsobem. Dále je důležité i v komerčním lesnictví pěstovat přednostně přírodě blízké lesy s druhovou skladbou, která odpovídá místním podmínkám a je lokálního původu.

#### Odstranění škodlivých dotací
Státy po celém světě poskytují podporu ve formě dotací, finančních transferů, dotovaných úvěrů, slev na daních, která míří typicky právě k těm odvětvím, které nejvíce škodí biologické rozmanitosti. Touto politikou státy přímo podporují jevy jako odlesňování, nadměrný rybolov, rozrůstání měst a nešetrné využívání vody.
Země OECD takto roku 2015 poskytly 100 miliard amerických dolarů na podporu zemědělství a dalších 345 miliard dolarů na podporu využívání fosilních paliv.
Důležitou součástí společensko-ekonomické transformace je proto odstranění těchto škodlivých dotací či důsledné začlenění ochrany biologické rozmanitosti do podmínek čerpání dotací.

### Prosazení transformace
Poměrně velkou pozornost věnují autoři původním obyvatelům a místním komunitám. Poukazují na skutečnost, že původní obyvatelé tradičně vlastní, obhospodařují, využívají nebo obývají nejméně 1/4 globální plochy. A tato plocha zahrnuje 35% formálně chráněných území a také 35% všech zbývajících suchozemských oblastí, které jsou člověkem zasaženy jen velmi nepatrně. Stav oblastí obývaných původním obyvatelstvem se sice z dlouhodobého hlediska rovněž zhoršuje, avšak zdaleka ne tak rychle, jako v případě komerčního využívání. V mnoha regionech se z území původních obyvatel stávají ostrůvky biologické a kulturní rozmanitosti, které jsou obklopeny oblastmi, v nichž došlo ke zhoršení stavu přírody.
Ekonomické projekty, které ohrožují divokou přírodu, ohrožují často také živobytí původních obyvatel. Ti se proto často organizují a vytvářejí instituce na obranu svých zájmů a tím pomáhají chránit i samotnou přírodu. Při prosazování globálních cílů ochrany přírody proto mohou být místní komunity původních obyvatel důležitými spojenci.
Politici se při prosazování ochranářských cílů mohou dále opřít o podporu místních komunit, neziskových organizací, ale také ekologicky hospodařících farmářů, drobných rybářů, progresivních lesníků a dalších subjektů, kteří mají rovněž zájem na uchování biologické rozmanitosti a ochraně přírody.
Naopak ty subjekty, které mají zájmy na ekonomickém využívání území s cennými ekosystémy, se budou snahám o ochranu přírody stavět na odpor. Tento odpor je však nutné v zájmu celé společnosti překonat.

## Význam zprávy
Hodnotící zpráva o biologické rozmanitosti byla hlavním podkladem pro vypracování Globálního rámce pro biologickou rozmanitost, který byl přijat na konferenci COP15 v Montrealu, a který je závazný pro více než 160 států světa včetně České republiky.
Na hodnotící zprávu se odkazuje také např. Strategie EU v oblasti biologické rozmanitosti do roku 2030, která je součástí Zelené dohody pro Evropu.